# Enoplolaimus abnormis
Enoplolaimus abnormis är en rundmaskart som beskrevs av Hans August Kreis 1928. Enoplolaimus abnormis ingår i släktet Enoplolaimus och familjen Enoplidae. Inga underarter finns listade i Catalogue of Life.